# Dee Johnson
Dee Johnson ist ein US-amerikanischer Rockabilly-Musiker.

## Leben
Johnson nahm zwischen 1958 und 1960 drei Singles bei Dixie Records auf. Seine erste Single erschien im Dezember 1958 mit dem Rockabilly-Song Just Look, Don’t Touch mit der B-Seite One More Chance. Gefolgt von Back To School b/w I’m Your Guy im September 1959, bewegte Johnson sich mit einem Hintergrundchor nun mehr in Richtung Pop/Mainstream-Rock ’n’ Roll. Seine dritte und letzte Platte erschien im Sommer 1960, diesmal aber nur in der regionalen Serie von Dixie.

## Diskografie
| Jahr | Titel                                       | Plattenfirma  |
| ---- | ------------------------------------------- | ------------- |
| 1958 | Just Look, Don’t Touch / One More Chance    | Dixie 45-2012 |
| 1959 | Back To School / I’m Your Guy               | Dixie 45-2022 |
| 1960 | You’re Number One / Back In Your Arms Again | Dixie 45-862  |